# Таирова, Елена Кайратовна
Елена Кайратовна Таирова (28 августа 1991, Минск — 16 марта 2010, Москва) — российская шахматистка, международный мастер (2007), гроссмейстер среди женщин (2006).

## Биография
Начала заниматься шахматами в возрасте 5 лет. Свой шахматный путь Елена начала в Минске, где дошла до звания кандидата в мастера. Потом переехала в Россию и приняла российское гражданство. В 14 лет Елена стала женским международным гроссмейстером, в 15 лет — мужским международным мастером.
Чемпионка мира среди девушек до 10 лет (2001) и до 14 лет (2005). В 2006 году выиграла чемпионат России среди девушек до 20 лет.
Двукратный серебряный призёр Суперфинала Чемпионата России среди женщин (2006, 2007). Победитель Высшей Лиги Чемпионата России среди женщин (2009). Член женской сборной России по шахматам, в составе которой была призёром командного чемпионата мира (2007).
В 2008 году заболела раком легких. 16 марта 2010 года скончалась на 19-м году жизни после продолжительной болезни.
Рейтинг ФИДЕ на 1.03.2010 составлял 2455. В рейтинге ведущих шахматисток мира в возрасте до 20 лет в ноябре 2009 г. занимала 
6-е место.

## Изменения рейтинга
| Графики недоступны из-за технических проблем. См. информацию на Фабрикаторе и на mediawiki.org. |